# Allisonia (Virginia)
Allisonia es un lugar designado por el censo situado en el condado de Pulaski, Virginia  (Estados Unidos). Según el censo de 2010 tenía una población de 117 habitantes. Se encuentra a orillas del new River.

## Demografía
Según el censo de 2010, Allisonia tenía una población en la que el 91,5% eran blancos; el 6,8% afroamericanos; el 0,9% eran indios americanos y nativos de Alaska; el 0,9% eran asiáticos.